# 스파키리눅스
스파키리눅스(SparkyLinux)는 데비안 운영 체제 기반의 데스크톱 지향 운영 체제이다. 이 프로젝트는 선택 가능한 다양한 커스터마이즈된 데스크톱 집합과 함께 운영 체제를 사용하라 수 있도록 준비되어 있다. 스파키리눅스는 모든 최신 버전의 애플리케이션들을 제공하기 위해 한 해에 3~4차례 출시된다.

## 역사
이 프로젝트는 ue17r(Ubuntu Enlightenment17 Remix)라는 이름을 지닌 기본 데스크톱으로서 인라이튼먼트와 우분투를 리믹스한 판으로 2011년 10월 탄생하였다. 테스트한지 수개월 후 베이스 시스템은 데비안으로 변경되어 스파키리눅스(SparkyLinux)라는 이름으로 변경되었다.

## 스페셜 에디션
- 게임오버 에디션(GameOver Edition): 게이머를 대상으로 한다.
- 레스큐 에디션(Rescue Edition): 망가진 운영 체제 복구를 위한 수많은 애플리케이션 및 라이브 시스템을 제공한다.
- 오디오, 비디오, HTML 페이지 제작을 위한 멀티미디어
- MinimalCLI 및 MinimalGUI[5]